# Scopula gnophosaria
Scopula gnophosaria là một loài bướm đêm trong họ Geometridae.